# Al Sherman
Al Sherman (né le 7 septembre 1897 - mort le 16 septembre 1973) est un compositeur et parolier de Tin Pan Alley du début du XXe siècle. Il fait partie d'une longue lignée de musiciens dans la famille Sherman.

## Enfance et jeunesse
Al Sherman est né à Kiev (gouvernement de Kiev, Empire russe) dans une famille de musiciens. Son père, Samuel Sherman, fuyant un pogrom Cosaque en 1903, s'est installé à Prague qui, à l'époque dans l'Empire austro-hongrois. La chance tourna rapidement pour Samuel qui y trouva un travail en tant que chef d'orchestre, premier violon et parfois même compositeur à la Cour Royale de l'Empereur François-Joseph Ier. Peu de temps après, Samuel a fait venir sa famille avec lui à Prague.
Dès son plus jeune âge, Al apprit à aimer la musique dans les coulisses, écoutant son père jouer pour l'Empereur Bohémien. Un jour, quand Al avait six ans, l'Empereur ordonna à ses gardes de trouver ce qui faisait du bruit derrière les rideaux. Puis il demanda au jeune Al pétrifié de s'assoir sur ses genoux pour la durée du concert.
En 1909 Samuel décida d'amener sa famille aux États-Unis. Cependant, ce fut pour le pire puisque sa chance cette fois tourna mal. À New York, Samuel n'était qu'un musicien sans travail parmi tant d'autres. La vie fut si difficile qu'il prit la décision la plus difficile qui soit, celle d'abandonner sa famille : sa femme Lena et leurs cinq enfants, Olga, Al, Edith, Regina et Harold, tout juste né.
À treize ans donc, Al devint l'homme de la maison et abandonna l'école pour aller travailler. Cependant, Al était très compréhensif envers les problèmes de son père et resta proche de lui jusqu'à sa mort en 1947. Évidemment Samuel étant si désillusionné par l'immensité de l'industrie musicale des États-Unis, la dernière chose au monde qu'il voulait que son fils devienne, c'était d'être un musicien. Mais Al avait un désir si fort qu'il ne put pas résister et il apprit seul à jouer du piano avec le Beyers Book for Beginners.
Malgré son jeune âge et ses lacunes en anglais, son talent d'improvisation au piano lui fraya rapidement un chemin parmi les meilleurs pianistes de "Musique légère". Ses talents d'improvisateur servirent comme musique d'inspiration pour nombre de vedettes de films silencieux comme Pauline Frederick, Mae Murray et Olga Petrova. En 1916, Universal recruta Al pour jouer dans quelques films silencieux. Par la suite il fit quelques apparitions dans certains films avec Mary Pickford, Mary Fuller, Clara Kimball Young et William Powell.
Sa carrière de compositeur débuta en 1918 quand il devint pianiste pour la Remick Music Company. C'est là qu'il travailla aux côtés de George Gershwin et de Vincent Youmans. Pendant ce temps, Al organisa et dirigea un petit orchestre qui joua à New York et à Miami Beach.

## Mariage
Un été, en 1921, Al était au piano jouant à la tête de son orchestre quand soudainement il croisa une jeune actrice aux yeux verts qui s’appelait Rosa (prononcé "Rose") Dancis. Ils se marièrent en 1923.

## Ses fils
Al Sherman a eu deux fils. L'aîné, Robert Bernard Sherman, est né le 19 décembre, 1925. Le cadet, Richard Morton Sherman, est né le 12 juin, 1928. Tous les deux sont nés à New York. Les Frères Sherman (Sherman Brothers en anglais) sont devenus un célèbre duo d’auteurs-compositeurs dans l'industrie du home cinéma, notamment pour les musiques des productions Disney telles que Mary Poppins, Le Livre de la jungle ou encore It's a Small World.

## Carrière
Dans les années 1920, 30 et 40, Al collabora avec d'autres auteur-compositeurs dont Sam Coslow, Irving Mills, Charles O'Flynn, Al Dubin, Pat Flaherty, B.G. deSylva, Harold Tobias, Howard Johnson, Harry M. Woods, Alfred Bryan, Buddy Fields, Archie Fletcher, Al Lewis, Abner Silver, Edward Heyman, Buddy Feyne et bien d'autres encore. Rapidement, Al devint l'un des Tin Pan Alley les plus demandés.
Entre 1931 et 1934, à la fin des années Vaudeville, Al avec quelques collègues fit une revue sensationnelle intitulée Songwriters On Parade, et partit en tournée dans l'est des États-Unis.
Certaines des chansons les plus connues de Al sont : Wanita, Save Your Sorrow, Lindbergh (The Eagle Of The U.S.A.), Pretending, On the Beach at Bali-Bali, Over Somebody Else's Shoulder, No! No! A Thousand Times No!!, For Sentimental Reasons, (What Do We Do On A) Dew Dew Dewey Day, Nine Little Miles From Ten-Ten-Tennessee et Ninety-Nine Out of a Hundred (Wanna Be Loved).
Le hit qui rendu Maurice Chevalier connu aux États-Unis était composé par Al Sherman/Al Lewis et s'intitulait: Living In the Sunlight, Loving In the Moonlight du film de Paramount The Big Pond. You Gotta Be A Football Hero a été jouée et chantée depuis 1933 quand Fred Waring et ses « Pennsylvanians » l'ont fait connaitre à la radio. Plus qu'un simple hit de ce temps, Football Hero devint l'incarnation même de la scène sportive des États-Unis.
La chanson composée par Sherman et Fletcher, On a Little Bamboo Bridge, devint un hit pour Louis Armstrong. Les artistes qui chantèrent les chansons de Al Sherman comptaient : Benny Goodman, Ella Fitzgerald, Billie Holiday, Tommy Dorsey, Frank Sinatra, Al Jolson, Bing Crosby, Eddie Cantor, Rudy Vallée, Ozzie Nelson, Lawrence Welk, Peggy Lee, Patti Page, Duke Ellington et son Cotton Club Orchestra et bien d'autres encore.
Certaines de ses chansons les plus mémorables à Broadway étaient : Ziegfeld Follies, George White's Scandals (en), The Passing Show etEarl Carroll's Vanities.
Hormis l'écriture de Livin' in the Sunlight, Al composera aussi pour bien d'autres films dont: Sweetie, The Sky's the Limit et Sensations of 1945.
Son style romantique et ses lieux favoris sont suggérés dans le titre de ses chansons telles que : Got the Bench, Got the Park, Woodland Reverie, Never a Dream Goes By et When You Waltz With the One You Love.
Bien qu'il aurait volontiers continué à composer des chansons et des musiques jusqu'à sa mort, Al composa son dernier chef-d’œuvre en 1952, intitulé : Comes A-Long A-Love qui fut chanté par Kay Starr.

## Décès
En 1973, l'Associated Press écrivait ceci : « Al Sherman aida à remonter le moral d’une génération marquée par la Grande Dépression grâce à son hit Potatoes Are Cheaper - Tomatoes Are Cheaper - Now's the Time To Fall In Love!. Al composa plus de 500 chansons mais gagna sa réputation grâce à cet air joyeux. » Toujours capable de trouver la silver lining, Potatoes Are Cheaper est devenue la chanson emblématique d’Al. En 1973, lorsqu’il publia son autobiographie, il l’intitula Potatoes Are Cheaper pour cette même raison.
Le 16 septembre 1973, Al Sherman décéda à Los Angeles, Californie. Il avait 76 ans.

## Succès posthume
En 1983 He's So Unusual, composé par Al, a été choisie comme chanson principale de l'album signature de Cyndi Lauper, She's So Unusual.
She's So Unusual eu un tel succès qu'il propulsa Lauper au sommet de sa carrière avec des hits tels que Girls Just Want to Have Fun, She Bop et Time After Time. C'était un hommage rendu à Al par Cyndi Lauper qui ajouta même des crissements et des craquements sur la bande son pour imiter ceux des 78 tours des années 1920. She's So Unusual gagna son seul Grammy dans la catégorie des Best Album Package, un concept inventé en partie grâce à la contribution de Al. Dès 2002, 16 millions d'exemplaires de She's So Unusual avaient été vendus dans le monde. L'album devint no 4 au Billboard pop albums chart (US). En 2003, l'album était 494e au 500 greatest albums of all time dans le Rolling Stone magazine.

### Sources
- Robert B. Sherman, Walt's Time: From Before to Beyond'.  Chapter 2; "Al's Time", Pages 88–141.  Santa Clarita: Camphor Tree Publishers, 1998.